# Xenohelea albinervis
Xenohelea albinervis är en tvåvingeart som först beskrevs av Jean-Jacques Kieffer 1913.  Xenohelea albinervis ingår i släktet Xenohelea och familjen svidknott. Inga underarter finns listade i Catalogue of Life.